# Імператор Антоку
Імператор Анто́ку (яп. 安徳天皇, あんとくてんのう, антоку тенно; 22 грудня 1178 — 25 квітня 1185) — 81-й Імператор Японії, синтоїстське божество. Роки правління: 18 травня 1180 — 25 квітня 1185. Вважається останнім імператором періоду Хейан.
Син імператора Такакури і Тайра но Токуко, доньки Тайра но Кійоморі. При народженні отримав ім'я Токіхіто. Невдовзі призначається спадкоємцем трону. 1180 року під тиском Тайра но Кійоморі його батько зрікся влади, яка перейшла до принца Токіхіто, що став відомий як імператор Антоку.
Невдовзі Тайра но Кійоморі ініціював перенесення столиці до  Фукухара-кьо біля порту Овада но томарі. Втім через повстання клану Мінамото столицю було повернуто до Хейан-кьо. Разом з тим верховний імператор Ґо-Сіракава підтримав Мінамото, війська яких 1183 року захопили Хейан-кьо, внаслідок чого Антоку втік провінції Ямато. За цим Мінамото-но Йосінака оголосив новим імператором зведеного брата Антоку — принца Такахіру (став відомий як імператор Ґо-Тоба).
Антоку надалі перебував у таборі Тайра. 25 квітня 1185 року у битві при Данноура війська тайра зазнали нищівної поразки. За різними свідченнями імператор Антоку загинув, потонувши на одну з суден. За іншою версією його бабця, Тайра но Токіко разом з Антоку кинулася у воду, щоб не здаватися своїм ворогам. Потонулий забрав із собою на дно моря одну з реліквій імператорського дому — священний меч Аманомуракумо. Самураї Мінамото но Йосіцуне встигли врятувати лише 2 інші реліквії,а також матір імператора.